# Fuladu East
Fuladu East var ett distrikt i Gambia. Det låg i regionen Upper River, i den östra delen av landet, 250 km öster om huvudstaden Banjul. Vid folkräkningen 2013 hade det delats i Basse, Jimara och Tumana.